# Bajaj Auto
Bajaj Auto Limited (/ˌbʊˈdʒɑːdʒ/) je indická nadnárodní společnost vyrábějící automobily, motorky a tříkolky se sídlem v Puné.
Vyrábí motocykly, skútry a motorové ("auto") rikši. Bajaj Auto je součástí Bajaj Group. Založil ji Jamnalal Bajaj (1889–1942) v Rádžasthánu ve 40. letech 20. století.
V roce 2020 její tržní hodnota překročila 264 miliard Kč, čímž se stala nejhodnotnějším výrobcem jednostopých vozidel na světě.

## Spolupráce s KTM
V roce 2007 zahájila spolupráci se společností KTM, ve které Bajaj Auto získala 14,5% akcí, tento podíl se dále navýšil na 48% v roce 2020.